# Castela (província)
Castela (em castelhano:  Castilla; em quíchua:  Aplaw) é uma província do Peru localizada na região de Arequipa. Sua capital é a cidade de Aplao.

## Distritos da província
- Andagua[2]
- Aplao[3]
- Ayo[4]
- Chachas[5]
- Chilcaymarca[6]
- Choco[7]
- Huancarqui[8]
- Machaguay[9]
- Orcopampa[10]
- Pampacolca[11]
- Tipán[12]
- Uraca[13]
- Uñón[14]
- Viraco[15]